# Matt Osborne
Matthew "Matt" Wade Osborne (Charlotte, Carolina del Norte, 27 de julio de 1957-Texas, 28 de junio de 2013) fue un luchador profesional estadounidense. Osborne fue un luchador de segunda generación, ya que su padre era "Tough" Tony Borne. Es más conocido por ser el primer luchador en encarnar al personaje de Doink the Clown, así como la persona que le interpretó durante más tiempo.

## Carrera

### Circuito independiente
Osborne debutó el 6 de diciembre de 1978 y comenzó a luchar en muchas promociones independientes, con más frecuencia en Portland Wrestling, Mid-South Wrestling, donde se alió con Ted DiBiase y Jim Duggan como miembro del stable "Rat Pack". Mientras trabajaba en las empresas independientes, tuvo un combate contra Ricky Steamboat en el primer WrestleMania en el Madison Square Garden.

### World Class Championship Wrestling (1986–1987)
A principios de 1986, se unió a World Class Championship Wrestling. Tras debutar en WCCW, Borne se asoció con Buzz Sawyer y ganaron un torneo de un día para coronarse Campeones Mundiales en Parejas. También ganó el Campeonato Peso Pesado de Texas y defendió el título en el evento Christmas Star Wars contra The Iron Sheik.

### World Championship Wrestling (1991–1992)
En 1991, firmó con la World Championship Wrestling y debutó como Big Josh, un amante de la naturaleza que baila con los osos y era amigo de Tommy Rich. Durante su estadía con WCW, ganó el Campeonato en Parejas de Estados Unidos con Ron Simmons y el Campeonato Mundial en Equipo de Seis Hombres con Dustin Rhodes y Tom Zenk. Su última aparición en un PPV fue el 17 de mayo de 1992 en el evento WrestleWar, donde derrotó a Richard Morton. En el episodio del 23 de mayo de WorldWide, hizo su última aparición con la empresa tras vencer a Tracy Smothers.

### World Wrestling Federation / Entertainment (1992–1993, 2007)
Tras abandonar la WCW en 1992, se fue a trabajar a la empresa rival, la World Wrestling Federation, debutando a finales de 1992 en varios dark matches bajo su nombre real. Sin embargo, le fue dado el personaje de Doink the Clown, un payaso heel que frecuentemente hacía bromas a los luchadores, así como a los fanes. También usó brevemente el personaje de Doink en la United States Wrestling Association en febrero. Poco después de su regreso a la WWF en marzo, empezó un feudo con Crush al atacarle con una prótesis de brazo en un episodio de Superstars of Wrestling, culminando en un combate en WrestleMania IX. Durante el combate, apareció otro Doink (Steve Keirn) que atacó a Crush con otra prótesis de brazo, permitiendo que el verdadero Doink ganara el combate.
En la primavera de 1993 se le permitió entrar en el torneo King of the Ring, enfrentándose a Mr. Perfect en un combate clasificatorio. Sin embargo, tras llegar en dos ocasiones al límite de tiempo, Perfect derrotó a Doink en el tercer combate. En el PPV king of the Ring, dos Doinks distrajeron a Crush haciéndole perder ante el campeón Intercontinental Shawn Michaels. Doink pasó los meses de verano en un feudo con Crush. También tuvo varios combates contra Marty Jannetty y the 1-2-3 Kid, así como luchadores más importantes como Bret Hart o Tatanka. En SummerSlam Jerry Lawler contrató a Doink para que peleara contra Hart, ganando Bret por descalificación cuando Lawler interfirió en el combate. El 13 de septiembre de 1993 en Raw, le tiró un cubo de agua al mánager heel Bobby Heenan, convirtiéndose con esto en un luchador face. Sin embargo, poco después fue despedido por abusos de drogas. A su salida, el personaje de Doink fue interpretado por Ray Apollo.
El 10 de diciembre de 2007, volvió a aparecer como Doink en el programa especial por el 15 aniversario de RAW, participando en una Battle Royal Legends.

### Extreme Championship Wrestling (1994)
A su salida de la WWF, empezó a trabajar en la empresa la Extreme Championship Wrestling como Doink. Sin embargo, los fanes reaccionaron negativamente ante su personaje, ya que la ECW era vista como una alternativa más adulta a la WWF y la WCW y querían ver otro Doink diferente.
Después de que Doink perdiera un combate ante el entonces Campeón Mundial Peso Pesado de la ECW Shane Douglas, Douglas empezó a criticar a Vince McMahon por transformar a un luchador talentoso como Borne en un personaje de comedia como Doink y prometió sacar todo el potencial de Osborne como luchador. Cambió su nombre a Matt Borne de nuevo, pero continuó llevando el traje de payaso, en este caso sin la peluca, llevando una mínima cantidad de maquillaje, así como dejó crecer su pelo y barba. Al derrotar a sus oponentes, les obligaba a vestirse como payasos. Sin embargo, se fue de la compañía poco después por problemas personales.

### Semi-retiro (1994–2013)
Tras dejar la ECW, trabajó en contadas ocasiones en el circuito independiente, generalmente en eventos de reuniones y varias empresas independientes bajo el nombre de Matt Borne. En 2005, en WrestleReunion II, participó en una lucha de cuatro contra cuatro junto a Andrew Martin, Steve Corino & The Masked Superstar, perdiendo ante Dusty Rhodes, The Blue Meanie, Tom Prichard & D'Lo Brown. El 8 de agosto de 2010, ganó el Wrecking Ball Wrestling Championship.

## Muerte
El 28 de junio de 2013, Osborne fue encontrado muerto por su novia en su residencia de Texas. No se dio ninguna causa de muerte. Tras esto, se reveló que había fallecido por sobredosis de drogas.

## Campeonatos y logros
- International Wrestling Association
  - IWA United States Heavyweight Championship (1 vez)[17]

- Mid-Atlantic Championship Wrestling / World Championship Wrestling
  - NWA Mid-Atlantic Tag Team Championship (1 vez) – con Buzz Sawyer[18]
  - WCW United States Tag Team Championship (1 vez) – con Ron Simmons[19]
  - WCW World Six-Man Tag Team Championship (1 vez) – con Dustin Rhodes y Tom Zenk[20]

- New England Pro Wrestling Hall of Fame
  - Class of 2014[21]

- Mid-South Wrestling Association
  - Mid-South Tag Team Championship (1 vez) – con Ted DiBiase[22]

- Pacific Northwest Wrestling / Championship Wrestling USA
  - Championship Wrestling International Alliance World Heavyweight Championship (1 vez)[23]
  - Championship Wrestling USA Television Championship (1 vez)[24]
  - NWA Pacific Northwest Heavyweight Championship (1 vez)[25]
  - NWA Pacific Northwest Tag Team Championship (4 veces) – con Steve Regal (2) and Rip Oliver (2)[26]

- Portland Wrestling
  - Portland Pacific Northwest Tag Team Championship (1 vez) – con Brian Cox[17]

- Texas Wrestling Federation
  - TWF Heavyweight Championship (1 vez)[17]

- United States Wrestling League
  - USWL Unified World Heavyweight Championship (1 vez)[17]

- World Class Wrestling Association
  - USWA World Tag Team Championship (2 veces) – con Jeff Jarrett[27]
  - WCWA Texas Heavyweight Championship (1 vez)[28]
  - WCWA World Tag Team Championship (2 veces) – with Buzz Sawyer (1) y Jeff Jarrett (1)[29]

- Wrecking Ball Wrestling
  - WBW Championship (1 vez)[13]

- Pro Wrestling Illustrated
  - Situado en el Nº36 en los PWI 500 de 1994
  - Situado en el Nº26 en los PWI 500 de 1993[30]
  - Situado en el Nº113 en los PWI 500 de 1992
  - Situado en el Nº128 en los PWI 500 de 1991